# دافيد كريسبو
دافيد كريسبو (14 فبراير 1994 بلشبونة في البرتغال - ) هو لاعب كرة قدم برتغالي في مركز الدفاع. لعب مع S.C.U. Torreense ‏.

## روابط خارجية
- دافيد كريسبو على موقع قاعدة بيانات كرة القدم.إي يو (الإنجليزية)